# Cockenzie and Port Seton
Cockenzie and Port Seton est une ville située dans l'East Lothian, en Écosse. En 2020 la population de Cockenzie and Port Seton est estimée à 5 370 habitants.